# Старогнездилово
Старогнездилово — село в Сосковском районе Орловской области России.
Входит в состав Кировского сельского поселения.

## География
Расположено вдоль речки, впадающей в реку Крома, восточнее села Кирово. Проселочная дорога их Старогнездилово выходит на автомобильную дорогу 54К-354.

## История
По состоянию на 1927 год село принадлежало Кировскому сельскому совету Сосковской волости Орловского уезда, его население составляло 674 человека (300 мужчин и 374 женщины) при 136 дворах. В Старогнездилово работала школа 1-й ступени и пункт ликвидации неграмотности.

## Население
| 2002 | 2010 |
| ---- | ---- |
| 94   | ↘33  |